# Can’t Slow Down (Lionel-Richie-Album)
Can’t Slow Down ist das zweite Studioalbum von Lionel Richie, das am 11. Oktober 1983 bei Motown erschien und am 3. Dezember 1983 die Billboard 200 anführte. Das Album hielt sich mit 131 Wochen mehr als zwei Jahre in den US-Albumcharts. Can’t Slow Down erhielt bei den 1984 den Grammy für das Album des Jahres und Richie zusammen mit Carmichael den Grammy als Produzent des Jahres für ein nicht-klassisches Werk. Fünf der acht Titel wurden als Singles ausgekoppelt und waren international erfolgreiche Hits.

## Geschichte
Mit James Anthony Carmichael verpflichtete Richie für das Album den Erfolgsproduzenten von Motown, der schon für Thelma Houston, die Temptations und die Commodores zahlreiche Hit-Alben produziert hatte.
Stilistisch enthält das Album Weltmusik-Einflüsse sowie viele Balladen. Die Kompositionen wurden explizit für den Musikgeschmack der Zielgruppe „Adult Contemporary“ produziert, wie Steven Thomas Erlewine von Allmusic bemerkt. Erlewine hält es für durchaus denkbar, dass Richie diesen Stil von Jacksons Thriller übernommen hat. Alle fünf ausgekoppelten Singles erreichten die Top-Ten-Charts der Billboard Hot 100. Vier der fünf ausgekoppelten Singles setzten sich zudem an die Spitze der Billboard Adult Contemporary Charts, lediglich Running With the Night blieb mit Platz 6 die Chartspitze verwehrt. Bei allen Songs des Albums beteiligte sich Richie sehr am Songwriting.
Der Bonustrack Love Will Find a Way wurde von Tha Dogg Pound für ihren Song I Don’t Like to Dream About Gettin’ Paid gesampelt.
In der Episode Stewie killt Lois von Family Guy schenkte Peter Lois das Album zu ihrem Geburtstag. In einer Zwischensequenz hörte Peter den Song Hello.

## Titelliste
1. Can’t Slow Down (David Cochrane, Lionel Richie) – 4:43
2. All Night Long (All Night) (Lionel Richie) – 6:25
3. Penny Lover (Brenda Harvey Richie, Lionel Richie) – 5:35
4. Stuck on You (Lionel Richie) – 3:15
5. Love Will Find a Way (Greg Phillinganes, Lionel Richie) – 6:16
6. The Only One (David Foster, Lionel Richie) – 4:24
7. Running with the Night (Lionel Richie, Cynthia Weil) – 6:02
8. Hello (Lionel Richie) – 4:11

## Besetzung

### Musiker
- Gesang: Diane Burt – James Anthony Carmichael – Melinda Chatman – Dr. Lloyd Byro Greig – Brenda Harvey Ritchie – Jeanette Hawes – Janice Marie Johnson – Richard Marx – Greg Phillinganes – Deborah Joyce Richie – Lionel Richie – Suzanne Stanford – Deborah Thomas – Kin Vassy
- Hintergrundgesang: James Anthony Carmichael – David Cochrane – Calvin Harris – Jeanette Hawes – Richard Marx – Lionel Richie – Deborah Thomas
- Chor: Diane Burt – James Anthony Carmichael – David Cochrane – Dr. Lloyd Byro Greig – Calvin Harris – Brenda Harvey Ritchie – Jeanette Hawes – Janice Marie Johnson – Richard Marx – Deborah Joyce Richie – Lionel Richie – Suzanne Stanford – Deborah Thomas
- Synthesizer: Michael Boddicker – David Cochrane – Greg Phillinganes
- Keyboards: Sonny Burke – David Foster – Lionel Richie
- Vocoder: Michael Boddicker – David Cochrane
- Piano: Sonny Burke (Fender Rhodes) – John Hobbs (Piano, Fender Rhodes)
- Gitarre: David Cochrane – Mitch Holder – Darryl Jones – Steve Lukather – Tim May (Akustikgitarre) – Carlos Rios – Louie Shelton – Fred Tackett (Akustikgitarre)
- Bass: Joe Chemay – David Cochrane (Bassynthesizer) – Nathan East – David Foster – Abraham Laboriel – Bass
- Schlagzeug: Paul Leim – Jeff Porcaro – Lionel Richie – John „J.R.“ Robinson – Paulinho da Costa (Perkussion)

### Produktion
- Produzenten: James Anthony Carmichael – David Foster – Lionel Richie – Brenda Harvey Ritchie (Produktionsassistentin)
- Toningenieure: Jim Cassell – Terry Christian – Jane Clark – Steve Crimmel – David Egerton – Mark Ettel – Larry Ferguson – Humberto Gatica – Calvin Harris – Bernie Grundman (Mastering)
- Konzertmeister: Israel Baker – Harry Bluestone
- Arrangeure: James Anthony Carmichael – David Cochrane – Lionel Richie
- Abmischung: Humberto Gatica – Calvin Harris – Fred Law – Karen Siegel
- Synthesizerprogrammierer: Brian Banks – David Cochrane – Anthony Marinelli – Synthesizerprogrammierung
- Soundeffekte: Melinda Chatman

## Rezeption
Der Kritiker Stephen Thomas Erlewine von Allmusic bewertete das Album mit viereinhalb von fünf möglichen Sternen. Das Album habe zwar leider nur eine kurze Laufzeit (wie viele Alben der frühen 1980er Jahre), enthalte zwar neben den fünf Hits auch Songs wie Love Will Find a Way, die ein wenig ermüdend wirkten, aber das sei doch unbedeutend. Alle fünf Hits stellten Ritchie bestens heraus, ebenso wie das Album insgesamt.

## Kommerzieller Erfolg

### Chartplatzierungen

#### Alben
| ChartsChartplatzierungen       | Höchstplatzierung | Wochen |
| ------------------------------ | ----------------- | ------ |
| Deutschland (GfK)              | 2 (68 Wo.)        | 68     |
| Österreich (Ö3)                | 17 (4 Wo.)        | 4      |
| Schweiz (IFPI)                 | 3 (34 Wo.)        | 34     |
| Vereinigte Staaten (Billboard) | 1 (160 Wo.)       | 160    |
| Vereinigtes Königreich (OCC)   | 1 (154 Wo.)       | 154    |

| ChartsJahrescharts (1984) | Platzierung |
| ------------------------- | ----------- |
| Deutschland (GfK)         | 4           |
| Schweiz (IFPI)            | 7           |

#### Singles
| Jahr | Titel                      | Höchstplatzierung, Gesamtwochen, AuszeichnungChartplatzierungen (Jahr, Titel, , Platzierungen, Wochen, Auszeichnungen, Anmerkungen) | Höchstplatzierung, Gesamtwochen, AuszeichnungChartplatzierungen (Jahr, Titel, , Platzierungen, Wochen, Auszeichnungen, Anmerkungen) | Höchstplatzierung, Gesamtwochen, AuszeichnungChartplatzierungen (Jahr, Titel, , Platzierungen, Wochen, Auszeichnungen, Anmerkungen) | Höchstplatzierung, Gesamtwochen, AuszeichnungChartplatzierungen (Jahr, Titel, , Platzierungen, Wochen, Auszeichnungen, Anmerkungen) | Höchstplatzierung, Gesamtwochen, AuszeichnungChartplatzierungen (Jahr, Titel, , Platzierungen, Wochen, Auszeichnungen, Anmerkungen) | Anmerkungen                              |
| Jahr | Titel                      | DE | AT | CH | UK | US | Anmerkungen                              |
| ---- | -------------------------- | --- | --- | --- | --- | --- | ---------------------------------------- |
| 1983 | All Night Long (All Night) | DE2 (17 Wo.)DE | AT8 (6 Wo.)AT | CH8 (11 Wo.)CH | UK2 ×2Doppelplatin · (16 Wo.)UK | US1 Gold · (24 Wo.)US | Erstveröffentlichung: 31. August 1983    |
| 1983 | Running with the Night     | DE33 (12 Wo.)DE | — | — | UK9 (12 Wo.)UK | US7 (19 Wo.)US | Erstveröffentlichung: November 1983      |
| 1984 | Hello                      | DE2 (17 Wo.)DE | AT3 (12 Wo.)AT | CH1 (15 Wo.)CH | UK1 Gold · (15 Wo.)UK | US1 Gold · (24 Wo.)US | Erstveröffentlichung: 13. Februar 1984   |
| 1984 | Stuck on You               | DE45 (7 Wo.)DE | — | CH26 (2 Wo.)CH | UK12 Silber · (12 Wo.)UK | US3 (19 Wo.)US | Erstveröffentlichung: 1. Mai 1984        |
| 1984 | Penny Lover                | DE37 (10 Wo.)DE | — | — | UK18 (7 Wo.)UK | US8 (18 Wo.)US | Erstveröffentlichung: 30. September 1984 |

### Auszeichnungen für Musikverkäufe
Das Album zählt mit über 20 Millionen verkauften Exemplaren zu den weltweit meistverkauften Musikalben. Die Verkäufe resultierten in zehn Platin-Schallplatten der RIAA, drei Platin-Schallplatten der britischen BPI und eine Goldene Schallplatte des deutschen BVMI.
| Land/Region                  | Auszeichnungen für Musikverkäufe (Land/Region, Auszeichnung, Verkäufe) | Verkäufe   |
| ---------------------------- | ---------------------------------------------------------------------- | ---------- |
| Belgien (BRMA)               | 4× Platin                                                              | 200.000    |
| Deutschland (BVMI)           | Gold                                                                   | 250.000    |
| Finnland (IFPI)              | Platin                                                                 | 50.608     |
| Frankreich (SNEP)            | Gold                                                                   | 100.000    |
| Hongkong (IFPI/HKRIA)        | Platin                                                                 | 20.000     |
| Kanada (MC)                  | Diamant                                                                | 1.000.000  |
| Neuseeland (RMNZ)            | Platin                                                                 | 20.000     |
| Niederlande (NVPI)           | Platin                                                                 | 100.000    |
| Spanien (Promusicae)         | Gold                                                                   | 50.000     |
| Vereinigte Staaten (RIAA)    | Diamant                                                                | 10.000.000 |
| Vereinigtes Königreich (BPI) | 3× Platin                                                              | 900.000    |
| Insgesamt                    | 3× Gold · 11× Platin · 2× Diamant ·                                    | 12.690.608 |

Hauptartikel: Lionel Richie/Auszeichnungen für Musikverkäufe